# Kirkland Smith
Kirkland Thomas Smith is een Amerikaanse beeldende kunstenaar die in Columbia, South Carolina woont.

## Vroege leven en opleiding
Mary Kirkland Thomas werd geboren in Charleston, South Carolina, en studeerde kunst aan de University of South Carolina, waar ze haar BA in studiokunst behaalde. Daarna ging ze studeren aan de Studio Escalier in Argentonnay, Frankrijk.

## Carrière
Smith begon haar carrière als klassieke schilder, waarbij ze zich vooral richtte op portretten en figuratieve schilderkunst.
Het werk van Smith nam een wending in 2008, toen ze hedendaagse kunstwerken begon te maken die waren samengesteld uit 'post-consumentenmaterialen', waarmee ze de noodzaak wenste te illustreren om onze consumptie te verminderen en materiële goederen te recyclen. Een van haar doelen was het omzetten van afval in kunst en hierdoor de toeschouwers aan het denken te zetten over hun consumptiegewoonten.
Ze geeft les over haar proces in assemblageworkshops voor volwassenen en kinderen op scholen, in musea en op andere locaties.
Smith heeft diverse prijzen gewonnen voor haar kunst, waaronder de People's Choice Award op het Artfields Art Festival in Lake City, South Carolina. In 2012 won ze de tweede prijs op het kunstfestival Scrapel Hill in Chapel Hill. De competitie richtte zich op kunstenaars die materiaal hergebruiken om hun kunst te maken.
Haar portretten en schilderijen bevinden zich in privécollecties in de Verenigde Staten en haar assemblagewerk is te zien in openbare collecties, waaronder het Greenville Children's Museum, EdVenture, South Carolina Department of Commerce, College of Information and Communication van The University of South Carolina, Nephron Pharmaceuticals, en talloze scholen in heel South Carolina.
Een van Smiths assemblageportretten hangt in de West Wing van het Witte Huis in Washington, DC.
Het werk van Smith was te zien in de kunsttentoonstelling Independent Spirits: Women Artists of South Carolina in het Columbia Museum of Art. Haar werk werd getoond in de tentoonstelling Building A Universe in het South Carolina State Museum, en in de tentoonstelling One Earth, One Chance in Atlanta, van de Georgia State University.
Ze is een vaste kunstenaar van Stormwater Studios.

## Persoonlijk leven
Kirkland en haar man, James E. Smith, Jr., wonen in Columbia, South Carolina en hebben vier kinderen.